# كيرميت ويكس
كيرميت ويكس (بالإنجليزية: Kermit Weeks)‏ هو طيار أمريكي، ولد في 14 يوليو 1954 في مدينة سولت ليك في الولايات المتحدة.